# Dési Bouterse

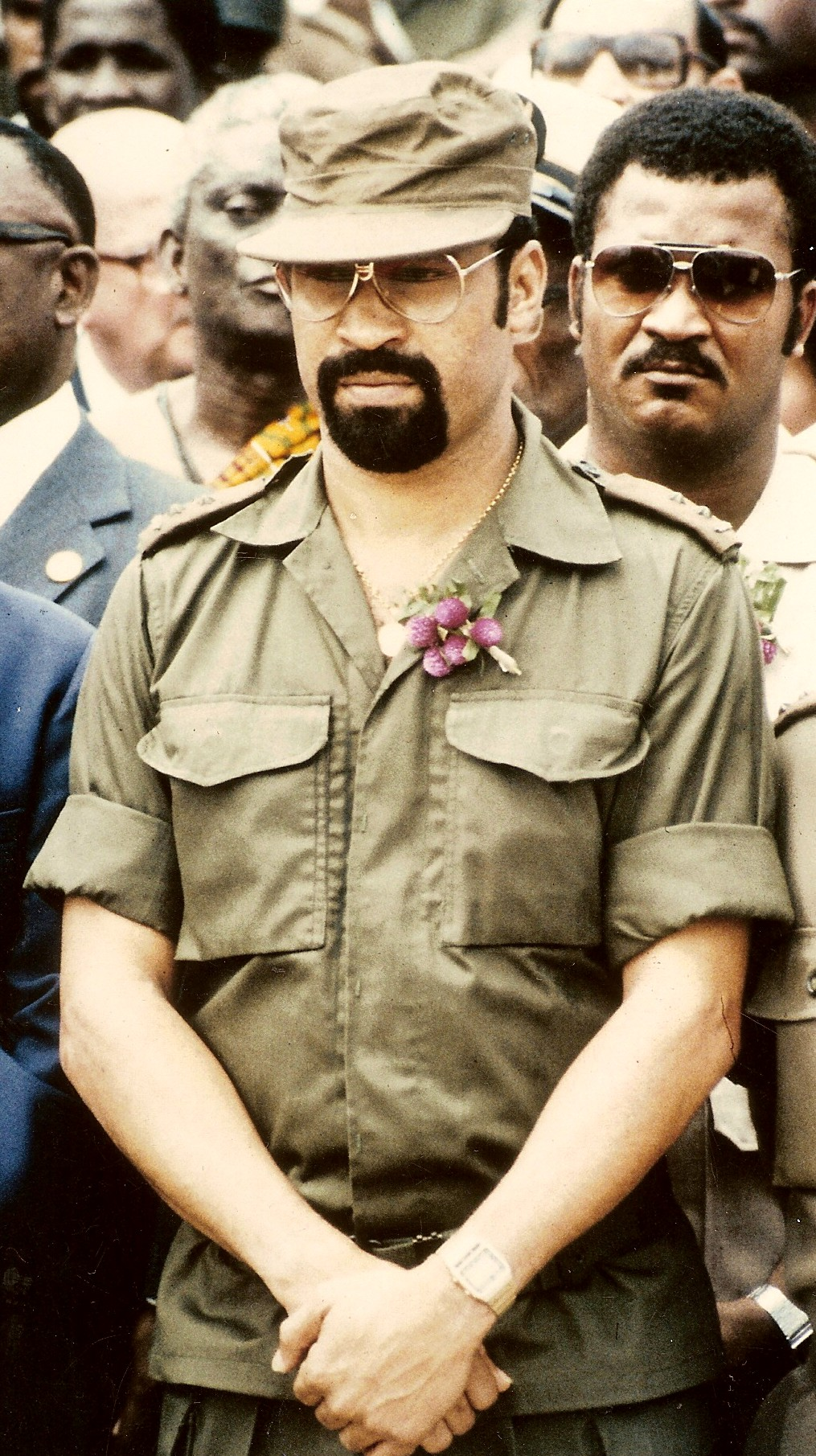
Dési Bouterse som diktator 1985.

Desiré Delano "Dési" Bouterse, född 13 oktober 1945 i Domburg i Surinam, död 23 december 2024 i Surinam, var Surinams nionde president. Bouterse tillträdde som president den 12 augusti 2010, och efterträdde då Ronald Venetiaan. Mellan 1980 och 1987 var Bouterse även diktator i Surinam när landet styrdes av en militärjunta. Bouterse var medlem i Nationaldemokratiska partiet.